# International Land-Sea Center
International Land-Sea Center («Международный центр Лухай», также известен как Chongqing Corporate Avenue 1) — сверхвысокий небоскрёб, расположенный в новом деловом центре китайского города Чунцин (район Юйчжун), на набережной Цзялинцзян. По состоянию на 2022 год International Land-Sea Center являлся самым высоким зданием Чунцина и входил в десятку самых высоких зданий Китая. Центральная башня насчитывает 98 наземных и 4 подземных этажа. Также в состав многофункционального комплекса Chongqing International Trade and Commerce Center входят две башни поменьше (офисная башня высотой 256 м и жилая башня высотой 175 м), подиум и многоуровневый торговый центр.
Строительство началось в 2012 году, летом 2022 года башня достигла своей проектной высоты. Архитекторами комплекса выступили американская компания Kohn Pedersen Fox, гонконгская компания P&T Group и Чунцинский институт архитектурного дизайна, застройщиком — China Construction Third Engineering Bureau, владельцем является гонконгский конгломерат Shui On Land (изначально проект принадлежал группе China Vanke, но затем был перепродан из-за финансовых трудностей инвесторов).  